# Os Cantos

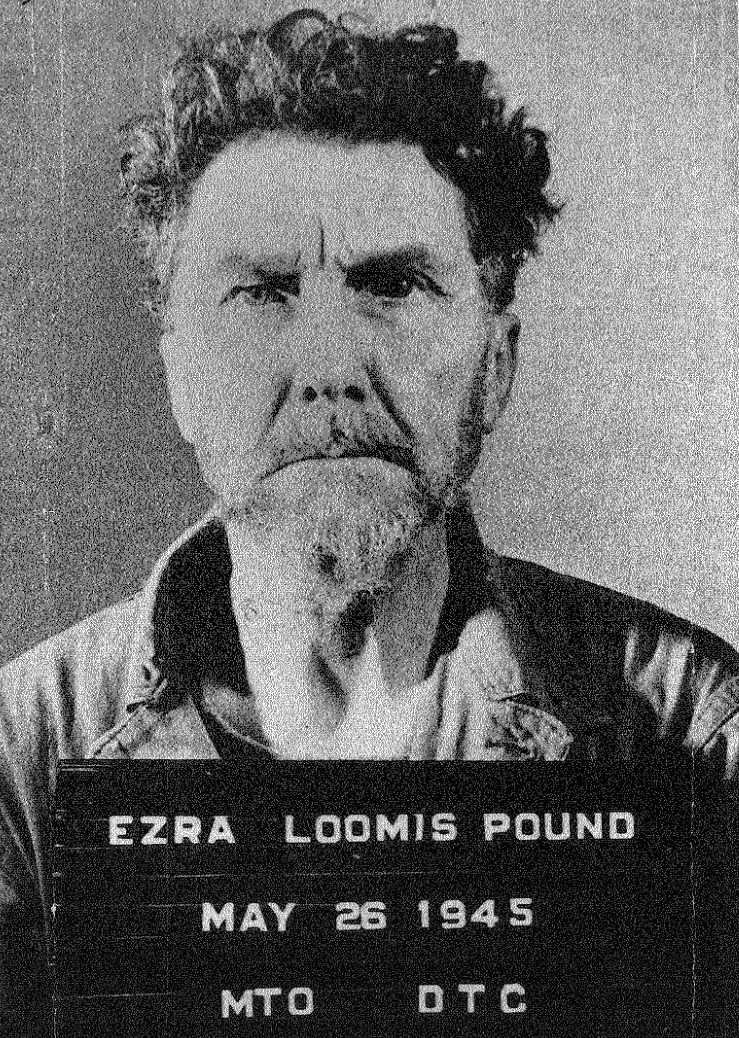
Fotografia de Pound em campo de prisioneiros do Exército americano

Os cantos ou Os Cantares (em inglês, The Cantos) é um livro de Ezra Pound, escrito entre 1915 e 1962. Compõe-se de 120 poemas, aos quais o autor chamou de "cantos", em alusão à antiga poesia épica, nos feitios da poesia de Homero. Pretende-se, assim, que o livro forme, em suas 120 partes, um único poema, o qual teria ficado incompleto, embora tenha sido escrito ao longo de quase toda a vida do poeta norte-americano, que morreu em 1972.
Muitos teóricos têm considerado esta obra como o mais relevante livro de poesia modernista dos EUA, ou o mais importante livro da poesia moderna universal, e muitos dão a epígrafe de "poeta do século XX" a Pound  em função destes 120 cantos.
Não apenas o poema-livro forma um conjunto fragmentado e de rarefeita interpretação como, do mesmo modo, a fragmentação faz parte da composição de cada um dos "cantos".
O autor utiliza-se, basicamente, de uma sintaxe fragmentada, extraída da oralidade, figurando o diálogo, à moda de poetas como Tristán Corbière e Jules Laforgue. Utiliza, no entanto, trechos em várias línguas e ideogramas chineses, fazendo transições abruptas de um contexto para outro, tanto verbal, como geográfico ou histórico, em uma narrativa que dá saltos no tempo, representando um narrador atemporal e "apersonal", ou seja, ele é uma espécie de personae, um eu-lírico que viveu em várias épocas e lugares.
Tendo sido contemplado com o Prêmio Bollingen, oferecido pela Universidade de Yale em 1948, como o melhor livro de poesia dos últimos 2 anos anteriores, o fato gerou muitas críticas, devido a estar-se laureando um poeta considerado um "traidor da pátria" por apoiar o fascismo, tendo ele sido preso pelos seus compatriotas, na Itália.